# سونام (ممثلة)
سونام (بالهندية: सोनम؛ بالإنجليزية: Sonam) هي ممثلة هندية، ولدت في 2 سبتمبر 1972 في الهند.

## وصلات خارجية
- سونام على موقع IMDb (الإنجليزية)
- سونام على موقع قاعدة بيانات الفيلم (الإنجليزية)